# Haparanda-Torneå PV
Haparanda-Torneå PV (finska: Haaparanta-Tornion PV) var en bandyklubb, bildad genom avtal den 22 juli 2008 om sammanslagning av klubbarna Haparanda Tornio BF i Sverige och Torneå PV i Finland. Sammanslagningen innebar att det bildades två lag, ett elitlag i Sverige och ett utvecklingslag i Finland. Haparanda-Torneå spelade sina hemmamatcher på Gränsvallen i Haparanda och stavade själva sitt A-lag i Elitserien som HaparandaTornio.
Den 9 mars 2017 försattes klubben i konkurs.

## Historik
Elitlagets första mål blev att redan under första säsongen nå den svenska Elitserien  och inom tre år bli svenska mästare .
Jukka Ohtonen ledde laget i Allsvenskan under premiärsäsongen 2008/2009. Den säsongen kunde lagen fritt flytta spelare mellan varandra fram till den 15 januari 2009, då transferfönstret stängdes.
Genom kvalspel lyckades man 2009 nå Elitserien, genom att vinna den norra kvalgruppen till Elitserien, efter att ha vunnit Allsvenskans norrgrupp. I Elitserien 2009/2010 slutade laget på nionde plats, och lyckades därmed hänga kvar.